# Rabbinat Haguenau

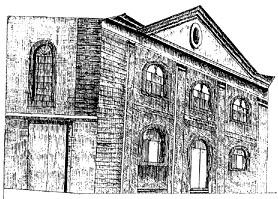
Synagoge in Haguenau, Zeichnung von Elie Scheid aus dem 19. Jahrhundert

Das Rabbinat Haguenau war ein zum 1. Juli 1844 geschaffener Rabbinatsbezirk (frz. circonscription rabbinique) in Haguenau, einer französischen Stadt im Département Bas-Rhin in der Region Elsass.

## Gesetz vom 25. Mai 1844
Das Gesetz vom 25. Mai 1844, das die Statuten der jüdischen Religionsgemeinschaft („Règlement pour l'organisation du culte israélite“) in Frankreich festlegte, bestimmte die Schaffung des Rabbinatsbezirks Haguenau.

## Zusammensetzung
Zum 1. Juli 1844 wurden folgende jüdische Gemeinden zum Rabbinat Haguenau zusammengeschlossen:
- Dauendorf
- Haguenau
- Mertzwiller
- Oberbronn